# رباط صلیبی قدامی
رباط صلیبی جلویی (به انگلیسی: Anterior Cruciate Ligament) یکی از رباط‌های مهم مفصل زانو است. از جمله عوامل مهم ثبات هر مفصل بستگی به سالم بودن ساختمان رباط آن مفصل دارد و اگر مفصلی تحرک زیادی در حالت طبیعی داشته باشد، نقش رباط یا رباط‌های آن مفصل اهمیت بیشتری می‌یابد. قدرت رباط متقاطع جلویی معادل رباط طرفی داخلی یا MCL و نصف قدرت رباط متقاطع پشتی(PCL) است.
رباط متقاطع جلویی معمولاً رباط صلیبی قدامی نیز خوانده‌می‌شود. این رباط ازجمله رباط‌هایی است که به هنگام فعالیت‌های شدید آسیب می‌بیند. در ورزشکاران حرفه‌ای پارگی رباط متقاطع جلویی شایع است و به پارگی ACL معروف است. اگر نیروی اعمال شده خیلی زیاد باشد، احتمال پارگی رباط طرفی داخلی و منیسک داخلی به همراه پارگی رباط متقاطع جلویی وجود دارد.

## نقش و عملکرد
چهار رباط اصلی مفصل زانو عبارتنداز:
- رباط طرفی داخلی(MCL) یا رباط طرفی درشت نی[۴]
- رباط طرفی خارجی(LCL) یا رباط طرفی نازک‌نی[۵]
- رباط متقاطع جلویی(ACL) یا رباط صلیبی قدامی
- رباط متقاطع پشتی(PCL) یا رباط صلیبی خلفی

رباط‌های طرفی (کولترال) زانو بیشتر در ایجاد ثبات جانبی مفصل نقش دارند. رباط‌های متقاطع (صلیبی) داخل کپسولی هستند که بیشتر باعث افزایش پایداری مفصل در سمت جلو و عقب می‌گردند. مهم‌ترین وظیفه رباط متقاطع جلویی، محدود کردن حرکت استخوان درشت نی به جلو و چرخش داخلی آن در عمل صاف کردن زانو است. این رباط همچنین در یک زنجیره حرکتی بسته از حرکت استخوان ران به سمت عقب روی درشت نی ثابت جلوگیری می‌کند.

## درجات آسیب
به‌طورکلی شدت و درجات آسیب رباط صلیبی جلویی (قدامی) شامل:
- درجه ۱:پارگی خفیف است. ناپایداری وجود ندارد و میزان خون‌ریزی پایین است.
- درجه۲:خونریزی وجود دارد و پارگی ناقص است. به دلیل پارگی ناقص تاحدودی بی‌ثباتی وجود دارد.
- درجه ۳:از هم گسیختگی فیبرها کامل است (پارگی کامل). خونریزی در مفصل وجود دارد و بی‌ثباتی ایجاد می‌شود.

در پارگی کامل رباط متقاطع جلویی به ویژه در ورزشکاران حرفه‌ای یک صدای پوپ از طرف بیمار گزارش می‌شود. ابن صدا ی پوپ با احساسی از خالی نمودن زانو ایجاد می‌گردد. در لحظه پاره شدن درد شدید است اما پس از آن کاهش می‌یابد. چون خون‌ریزی در مفصل (همارتروز) بعداً اتفاق می‌افتد درد ثانویه ناشی از آن وجود خواهد داشت. اما درصورت پارگی ناقص به علت وجود درد شدید، امکان ادامه فعالیت پس از آسیب غالباً وجود ندارد (برخلاف پارگی کامل).

## شایعترین علل آسیب
هنگامی رباط متقاطع جلویی پاره می‌شود که در اثر ضربه، انتهای فوقانی درشت نی (تیبیا) نسبت به ران (فمور) به سمت جلو رانده شود یا زانو شدیداً به سمت عقب حرکت کند (هیپراکستنشن زانو). شایع‌ترین مکانیسم پارگی رباط متقاطع جلویی (صلیبی قدامی) چرخش زانو به خارج به همراه والگوس زانو است. محل پارگی ممکن است در ناحیه اتصال این رباط به انتهای تحتانی ران، انتهای فوقانی درشت نی یا در وسط باشد.
عوامل دیگری که در پارگی ACL مؤثرند:

### عوامل محیطی
ورزش‌هایی که با پریدن و دویدن در ارتباطند احتمال آسیب رباط افزایش می‌یابد.

### علل آناتومیک
احتمال آسیب رباط متقاطع جلویی در قسمت میانی، بیشتر از نواحی دیگر است. همچنین در خانم‌های ورزشکار، پارگی رباط بیشتر اتفاق می‌افتد.

### علل هورمونی
با افزایش سطح هورمون استروژن، احتمال پارگی ACL بیشتر است.

## تشخیص
بهترین روش‌های تشخیص پارگی رباط ACL:
- تست‌های بالینی (مثلاً تست کشویی جلویی و تست لاچمن)
- آرتروسکپی
- ام آر آی MRI به میزان زیادی آسیب یا عدم آسیب را مطرح می‌کند. درحقیقت با قطعیت بیشتری ضایعه را نشان می‌دهد.
- مراجعه به متخصص

## درمان
به‌طورکلی درمان رباط صلیبی قدامی(ACL) به دو صورت غیرجراحی یا جراحی است. فیزیوتراپی در هر دو روش غیرجراحی و جراحی (گاهی حتی قبل از عمل جراحی) جهت تسریع و افزایش کیفیت روند درمانی مؤثر است. مهم‌ترین اهداف فیزیوتراپی عبارتنداز:
- کاهش درد، التهاب و تورم
- افزایش دامنه حرکتی مفصل
- تقویت عضلات با توجه به درجات آسیب
- آموزش تمرینات حس عمقی
- آموزش تمرینات زنجیره حرکتی بسته
- افزایش تعادل و عملکرد فرد
- برگشت سریع تر فرد به فعالیت‌های روزمره یا ورزش حرفه ای

### درمان آسیب درجه ۱
در ابتدا از روش‌هایی جهت کاهش التهاب، درد و تورم استفاده می‌شود (مثلاً استفاده از یخ). به تدریج تمرینات دامنه حرکتی مفصل زانو با توجه به درد انجام می‌گردد. سپس تمرینات تعادلی و عملکردی شروع می‌شوند. درنهایت تمرینات تقویت عضلات انجام می‌گیرد. هدف اصلی در این مسیر کاهش التهاب و ترمیم مجدد بافت آسیب دیده همراه با افزایش دامنه حرکتی، بهبود تعادل و تقویت عضلات جهت پیشگیری از آسیب مجدد است.

### درمان آسیب درجه ۲
اصول درمان همانند مرحله درجه یک آسیب است. اما به دلیل آسیب بیشتر از یک بریس جهت حفاظت از بافت آسیب دیده نیز استفاده می‌شود.

### درمان آسیب درجه ۳
در پارگی کامل ممکن است به عمل جراحی نیاز باشد. اگر بیمار فرد مسنی باشد و رباط متقاطع جلویی پاره شده باشد، انجام عمل جراحی با توجه به سطح پایین فعالیت فرد و آرتروز زانو توصیه نمی‌شود. اما اگر فردی جوان و فعال یا به خصوص یک ورزشکار حرفه‌ای دچار پارگی کامل گردد معمولاً عمل جراحی توصیه می‌شود. در بیمارانی که علاوه بر رباط متقاطع جلویی، دچار پارگی رباط طرفی داخلی(MCL) نیز می‌شوند (که شیوع بالایی نیز دارد) معمولاً به علت درد و تورم زیاد، زمان جراحی رباط متقاطع جلویی، جهت جلوگیری از فیبروز مفصلی به تأخیر می‌افتد. فیبروز مفصلی یک عامل مهم کاهش دامنه حرکتی مفصل زانو است. چنین بیمارانی به تدریج با کاهش درد، تورم، افزیش دامنه حرکتی مفصل، تقویت عضلات اطراف زانو و طبیعی شدن راه رفتن آماده عمل جراحی می‌شوند.
در پارگی‌های کامل به دو روش جراحی صورت می‌گیرد:
- روش ترمیمی:[۱۳] معمولاً موفقیت‌آمیز نیست و نتایج خوبی به همراه ندارد.
- روش بازسازی:[۱۴]به دو طریقه بازسازی داخل مفصلی یا خارج مفصلی انجام می‌شود. در روش بازسازی رباط از یک بافت دیگر (مثلاً تاندون پاتلا یا تاندون عضلات پشت ران) استفاده می‌شود. روش بازسازی نتایج بهتری به همراه دارد.

فیزیوتراپی و کمک گرفتن از متخصصین آسیب‌شناسی و حرکات اصلاحی بعد از جراحی رباط صلیبی جلویی به شما برای استحکام بخشیدن به ماهیچه‌های اطراف زانویتان و بهبود انعطاف‌پذیری کمک می‌کند.

## نگارخانه

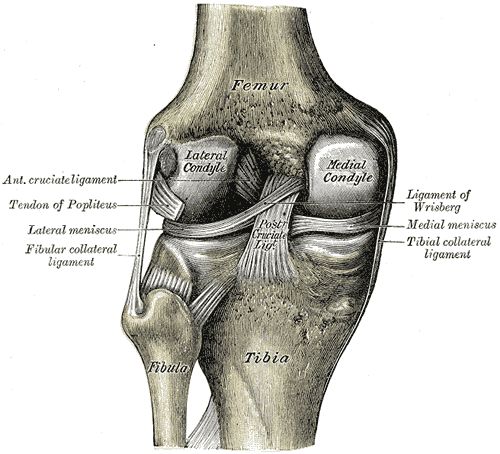
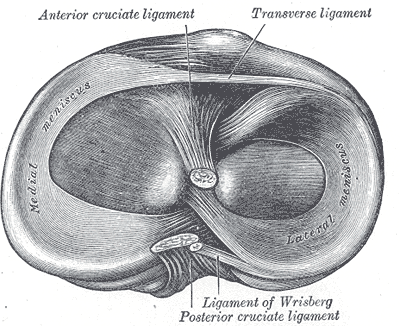
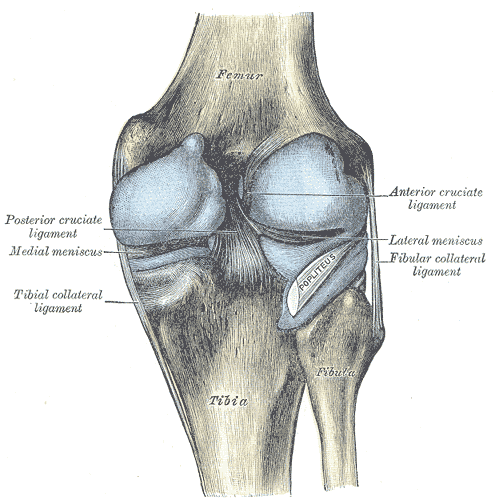